# Гиперповерхность
Гиперповерхность является обобщением понятия поверхности 3-мерного пространства для n-мерного пространства; это многообразие размерности n, которое вложено в евклидово пространство на единицу большей размерности {\displaystyle n+1}.
Гиперповерхность как объект играет важную роль в дифференциальной геометрии; 
многие важные теоремы математического анализа легко переформулируются с использованием  гиперповерхностей (например, формула Стокса и её частные случаи).
Гиперповерхность является наиболее частым предметом расслоения пространства.
Примером может служить расслоение конфигурационного пространства (пространства всех возможных состояний системы) по величине энергии. Этот частный случай называется одномерным расслоением пространства (так как каждой гиперповерхности мы можем поставить в соответствие некоторое действительное число — энергию).
Дифференциальные операторы (ротор и др.) формулируются также в терминах гиперповерхностей. Рассматривая, например, поток векторного поля через поверхность (она же гиперповерхность) в трёхмерном пространстве, мы получаем некоторую характеристику этого поля, которую можно представить наглядно.
В многомерном случае наглядность понятия «поток векторного поля» теряется; тем не менее, все основные свойства гиперповерхности сохраняются (теорема Остроградского-Гаусса).
В силу наличия некоторых свойств, которые одинаково присущи всем гиперповерхностям (Теорема Стокса), гиперповерхность выделяют в отдельный объект.

## Единичный вектор нормали
Пусть гиперповерхность задана параметрическими уравнениями:
{\displaystyle (1)\qquad \mathbf {r} =\mathbf {r} (u^{1},u^{2},\dots u^{n})}
Будем везде в данном случае считать функции (1) достаточно гладкими (непрерывные вторые производные), с невырожденным метрическим тензором {\displaystyle g_{ij}=(\mathbf {r} _{i}\cdot \mathbf {r} _{j})}.
Координатные векторы {\displaystyle \mathbf {r} _{i}={\partial \mathbf {r}  \over \partial u^{i}}} в точке многообразия {\displaystyle P} задают аффинное подпространство — касательную к многообразию гиперплоскости. Ортогональным дополнением к гиперплоскости служит прямая {\displaystyle L}, проходящая через данную точку многообразия и перпендикулярная к ней. Выберем (какое-то одно из двух возможных) направление этой прямой и отложим на прямой единичный вектор {\displaystyle \mathbf {n} }. В соседней (близкой к точке {\displaystyle P}) точке {\displaystyle P'} многообразия ортогональная прямая {\displaystyle L'} будет близка по направлению к прямой {\displaystyle L}, поэтому проекция вектора на {\displaystyle L'} уже однозначно задает положительное направление на прямой {\displaystyle L'}. Отложим в этом положительном направлении прямой {\displaystyle L'} единичный вектор {\displaystyle \mathbf {n} '}. Таким образом, двигаясь от одной точки многообразия к другой в некоторой области многообразия, мы получим векторную функцию:
{\displaystyle (2)\qquad \mathbf {n} =\mathbf {n} (P)=\mathbf {n} (u^{1},u^{2},\dots u^{n})}
Эта функция будет непрерывной (поскольку гиперповерхность (1) гладкая, без особых точек). Попробуем распространить функцию  на всё многообразие. Это можно сделать в том случае, когда, двигаясь по любому замкнутому контуру, что лежит в гиперповерхности, начав с точки {\displaystyle P} и вычисляя по непрерывности вектор нормали, мы вернемся в точку {\displaystyle P} с тем же направлением вектора нормали. Такая гиперповерхность называется двусторонней, или ориентированной. Но бывают и такие гиперповерхности, когда, обойдя некоторый замкнутый контур, мы вернемся в точку {\displaystyle P} с противоположным вектором нормали. Такие гиперповерхности называют односторонними, или неориентированными. Примерами односторонних гиперповерхностей является лента Мёбиуса и бутылка Клейна.
Из ортогональности вектора нормали к координатным векторам гиперповерхности имеем уравнение:
{\displaystyle (3)\qquad (\mathbf {n} \cdot \mathbf {r} _{i})=0}
а единичная длина вектора нормали описывается уравнением:
{\displaystyle (4)\qquad \mathbf {n} ^{2}=(\mathbf {n} \cdot \mathbf {n} )=1}

## Тензор полной кривизны
Из выражения
{\displaystyle (5)\qquad \mathbf {r} _{ij}=\Gamma _{ij}^{k}\mathbf {r} _{k}+\mathbf {b} _{ij}}
и того факта, что существует только одно направление {\displaystyle \mathbf {n} }, ортогональное к векторам {\displaystyle \mathbf {r} _{i}}, следует, что все векторы коллинеарны вектору {\displaystyle \mathbf {n} }, т.е. мы можем записать:
{\displaystyle (6)\qquad \mathbf {b} _{ij}=\mathbf {n} b_{ij}}
Числа {\displaystyle b_{ij}} являются проекциями векторов {\displaystyle \mathbf {b} _{ij}} на вектор нормали {\displaystyle \mathbf {n} }, а потому могут быть как положительными, так и отрицательными. Согласно формуле (6), кривизна всех геодезических линий, проходящих через фиксированную точку {\displaystyle P} многообразия, параллельна вектору {\displaystyle \mathbf {n} } (центры кривизны лежат на прямой, ортогональной к многообразию):
{\displaystyle (7)\qquad \mathbf {k} =\mathbf {b} _{ij}\tau ^{i}\tau ^{j}=\mathbf {n} b_{ij}\tau ^{i}\tau ^{j}=\mathbf {n} k}
{\displaystyle (7a)\qquad k=b_{ij}\tau ^{i}\tau ^{j}}

## Производные векторы нормали
Дифференцирование по координатам многообразия формулы (4) дает:
{\displaystyle (8)\qquad {\partial  \over \partial u^{i}}\mathbf {n} ^{2}=2(\mathbf {n} \cdot \mathbf {n} _{i})=0}
то есть производные единичного вектора нормали {\displaystyle \mathbf {n} _{i}={\partial \mathbf {n}  \over \partial u^{i}}} ортогональны к самому вектору нормали {\displaystyle \mathbf {n} }, а потому лежат в касательной к многообразию гиперплоскости. Мы можем разложить вектор {\displaystyle \mathbf {n} _{i}} по базисным векторам касательного пространства:
{\displaystyle (9)\qquad \mathbf {n} _{i}=\alpha _{i}^{j}\mathbf {r} _{j}}
Найдем коэффициенты разложения {\displaystyle \alpha _{i}^{j}}. Для этого умножим левую и правую части формулы (9) скалярно на вектор {\displaystyle \mathbf {r} _{k}}.

Для левой части имеем:
{\displaystyle (10)\qquad (\mathbf {n} _{i}\cdot \mathbf {r} _{k})=\partial _{i}(\mathbf {n} \cdot \mathbf {r} _{k})-(\mathbf {n} \cdot \mathbf {r} _{ik})=-b_{ik}}
А для правой:
{\displaystyle (11)\qquad \alpha _{i}^{j}(\mathbf {r} _{j}\cdot \mathbf {r} _{k})=\alpha _{i}^{j}g_{jk}=\alpha _{ik}}
Из формул (9-11) получаем следующую формулу для вычисления производных единичного вектора нормали через тензор полной кривизны:
{\displaystyle (12)\qquad \mathbf {n} _{i}=-b_{i}^{j}\mathbf {r} _{j}}
Заметим, что вектор {\displaystyle \mathbf {n} } ортогонален к координатам на многообразии, а потому его ковариантная производная совпадает с частной производной (подобно градиенту скаляра):
{\displaystyle (13)\qquad \nabla _{i}\mathbf {n} =\partial _{i}\mathbf {n} =\mathbf {n} _{i}}
Для геодезической линии, которую мы рассмотрим как кривую линию в охватывающем (n + 1)-мерном евклидовом пространстве, вектор нормали к гиперповерхности {\displaystyle \mathbf {n} } будет совпадать с главным вектором нормали к кривой, если число {\displaystyle k} в формуле (7а) положительное, или будет противоположным вектором (если {\displaystyle k} <0). Найдем кручение геодезической {\displaystyle {\boldsymbol {\varkappa }}}:
{\displaystyle (14)\qquad {d\mathbf {n}  \over ds}=-k{\boldsymbol {\tau }}+{\boldsymbol {\varkappa }}}
{\displaystyle (15)\qquad {d\mathbf {n}  \over ds}=\mathbf {n} _{i}{du^{i} \over ds}=\mathbf {n} _{i}\tau ^{i}=-b_{j}^{i}\tau ^{j}\mathbf {r} _{i}}
{\displaystyle (16)\qquad {\boldsymbol {\varkappa }}={d\mathbf {n}  \over ds}+k{\boldsymbol {\tau }}=(-b_{j}^{i}\tau ^{j}+k\tau ^{i})\mathbf {r} _{i}}
Из формулы (16) мы видим, что кручение геодезической линии будет равно нулю, если вектор касательной {\displaystyle \tau ^{i}} и будет собственным вектором матрицы {\displaystyle b_{j}^{i}}:
{\displaystyle (17)\qquad b_{j}^{i}\tau ^{j}=k\tau ^{i}}

## Главные кривизны и направления гиперповерхности
Симметричный тензор {\displaystyle b_{ij}} в касательной в точке {\displaystyle P} к гиперповерхности векторного пространства задает линейное преобразование:
{\displaystyle (18)\qquad y_{i}=b_{i}^{j}x_{j}}
и мы можем поставить задачу на собственные числа и векторы этого преобразования. Сначала перейдем в систему координат, которая будет прямоугольной декартовой в точке {\displaystyle P}. Поскольку метрический тензор в этой точке единичный ({\displaystyle g_{ij}=\delta _{ij}}), то ковариантные и контравариантные координаты тензора {\displaystyle b_{ij}} будут одинаковы, поэтому преобразование (18) осуществляется симметричной матрицей {\displaystyle b_{i}^{j}}. Как известно из теории матриц, симметричная матрица имеет {\displaystyle n} взаимно ортогональных собственных векторов {\displaystyle {\boldsymbol {\tau }}^{(s)},\;s=1,2,\dots n} (мы можем их считать также единичными), причем все соответствующие им собственные числа являются вещественными числами {\displaystyle k^{(s)}} (которые могут быть как положительными так и отрицательными). В выбранной системе координат имеем:
{\displaystyle (19)\qquad b_{i}^{j}\tau _{j}^{(s)}=k^{(s)}\tau _{i}^{(s)}}
{\displaystyle (20)\qquad \sum _{i}\tau _{i}^{(s)}\tau _{i}^{(p)}=({\boldsymbol {\tau }}^{(s)}\cdot {\boldsymbol {\tau }}^{(p)})=\delta ^{sp}={\begin{cases}1,&s=p\\0,&s\neq p\end{cases}}}
Формула (19) имеет тензорный характер, а потому справедлива в любой системе координат, так же и ортогональность собственных векторов (20) можно записать в любой системе координат через метрический тензор:
{\displaystyle (21)\qquad g^{ij}\tau _{i}^{(s)}\tau _{j}^{(p)}=g_{ij}\tau ^{(s)i}\tau ^{(p)j}=\delta ^{sp}}
По формуле (7a) мы можем найти кривизну геодезической линии, проведенной параллельно одному из собственных векторов {\displaystyle {\boldsymbol {\tau }}^{(s)}}:
{\displaystyle (22)\qquad k=b_{ij}\tau ^{(s)i}\tau ^{(s)j}=k^{(s)}\tau _{j}^{(s)}\tau ^{(s)j}=k^{(s)}}
Собственные числа {\displaystyle k^{(1)},k^{(2)},\dots k^{(n)}} называются главными кривизнами гиперповерхности, а соответствующие им собственные векторы - главными направлениями.
В системе координат, которая в точке {\displaystyle P} гиперповерхности имеет координатные векторы,  совпадающие с главными направлениями, матрица тензора полной кривизны {\displaystyle b_{ij}=b_{i}^{j}} будет диагональной:
{\displaystyle (23)\qquad B=(b_{ij})={\begin{bmatrix}k^{(1)}&0&\cdots &0\\0&k^{(2)}&\cdots &0\\\cdots &\cdots &\ddots &\cdots \\0&0&\cdots &k^{(n)}\end{bmatrix}}}
То же самое можно записать в тензорных обозначениях:
{\displaystyle (24)\qquad b_{ij}=k^{(i)}\delta _{ij}}
в этой формуле сложение по индексу {\displaystyle i} не проводится.
Запишем спектральное разложение тензора {\displaystyle b_{ij}}, воспользовавшись собственными числами и векторами. В произвольной системе координат имеем:
{\displaystyle (25)\qquad b_{ij}=\sum _{s}k^{(s)}\tau _{i}^{(s)}\tau _{j}^{(s)}}

## Уравнения Петерсона-Кодацци
Рассмотрим действие коммутатора ковариантных производных на координатные векторы:
{\displaystyle (26)\qquad [\nabla _{j}\nabla _{k}]\mathbf {r} _{i}=-R_{\,ijk}^{s}\mathbf {r} _{s}}
Этот коммутатор мы можем записать через тензор полной кривизны:
{\displaystyle (27)\qquad [\nabla _{j}\nabla _{k}]\mathbf {r} _{i}=\nabla _{j}(\nabla _{k}\mathbf {r} _{i})-\nabla _{k}(\nabla _{j}\mathbf {r} _{i})=\nabla _{j}\mathbf {b} _{ki}-\nabla _{k}\mathbf {b} _{ji}=}
{\displaystyle \qquad =(\nabla _{j}\mathbf {n} )b_{ki}+\mathbf {n} \nabla _{j}b_{ki}-(\nabla _{k}\mathbf {n} )b_{ji}-\mathbf {n} \nabla _{k}b_{ji}=-(b_{j}^{s}b_{ki}-b_{k}^{s}b_{ji})\mathbf {r} _{s}+\mathbf {n} (\nabla _{j}b_{ki}-\nabla _{k}b_{ji})}
Сравнивая формулы (26) и (27), находим:
{\displaystyle (28)\qquad R_{\,ijk}^{s}=b_{j}^{s}b_{ki}-b_{k}^{s}b_{ji},\qquad R_{ijkl}=b_{ik}b_{jl}-b_{il}b_{jk}}
{\displaystyle (29)\qquad \nabla _{j}b_{ki}=\nabla _{k}b_{ji}}
Уравнение (29) называется уравнением Петерсона-Кодацци. Это равенство можно трактовать следующим образом: ковариантная производная тензора полной кривизны для гиперповерхности является симметричным тензором с тремя индексами:
{\displaystyle (30)\qquad \nabla _{i}b_{jk}=b_{ijk}}

## Тензор внутренней кривизны
Подставим в формулу (28) спектральное разложение (25). Находим тензор Римана:
{\displaystyle (31)\qquad R_{ijkl}=b_{ik}b_{jl}-b_{il}b_{jk}=\sum _{p,s}\left(k^{(p)}\tau _{i}^{(p)}\tau _{k}^{(p)}k{(s)}\tau _{j}^{(s)}\tau _{l}^{(s)}-k^{(p)}\tau _{i}^{(p)}\tau _{l}^{(p)}k{(s)}\tau _{j}^{(s)}\tau _{k}^{(s)}\right)=}
{\displaystyle \qquad =\sum _{p,s}k^{(p)}k^{(s)}\tau _{i}^{(p)}\tau _{j}^{(s)}\left(\tau _{k}^{(p)}\tau _{l}^{(s)}-\tau _{l}^{(p)}\tau _{k}^{(s)}\right)}
Введем обозначения бивектора — ориентированной площадки {\displaystyle {\boldsymbol {\sigma }}^{(ps)}}, построенной на двух векторах главных направлений:
{\displaystyle (32)\qquad {\boldsymbol {\sigma }}^{(ps)}={\boldsymbol {\tau }}^{(p)}\wedge {\boldsymbol {\tau }}^{(s)}}
или то же в компонентах:
{\displaystyle (33)\qquad \sigma _{ij}^{(ps)}=\tau _{i}^{(p)}\tau _{j}^{(s)}-\tau _{j}^{(p)}\tau _{i}^{(s)}}
Эти бивекторы имеют единичную площадь и взаимно ортогональны:
{\displaystyle (34)\qquad |{\boldsymbol {\sigma }}^{(ps)}|=|{\boldsymbol {\tau }}^{(p)}||{\boldsymbol {\tau }}^{(s)}|\sin \phi =1}
{\displaystyle (35)\qquad \sigma _{ij}^{(ps)}\sigma ^{(kl)\,ij}=0,\;{\mbox{if }}(ps)\neq (kl)}
В правой части формулы (31) диагональные слагаемые с одинаковыми индексами {\displaystyle p=s} равны нулю, а недиагональные разбиваются на две одинаковые по количеству группы: слагаемые с {\displaystyle p<s}, и слагаемые с {\displaystyle p>s}. Поэтому формулу (31) можно переписать так:
{\displaystyle (36)\qquad R_{ijkl}=\sum _{p<s}k^{(p)}k^{(s)}\sigma _{ij}^{(ps)}\sigma _{kl}^{(ps)}}
Из формулы (36) и свойства бивектора легко видно, что должно выполняться алгебраическое тождество Бьянки. Ведь для любого бивектора {\displaystyle \sigma ){ij}} (ориентированной площадки) имеем тождество:
{\displaystyle (37)\qquad \sigma _{ij}\sigma _{kl}+\sigma _{jk}\sigma _{il}+\sigma _{ki}\sigma _{jl}=0}
В системе координат, построенной на главных направлениях гиперповерхности, собственные векторы имеют координаты:
{\displaystyle (38)\qquad \tau _{i}^{(s)}=\delta _{i}^{s},\qquad {\boldsymbol {\tau }}^{(s)}=\{0,0,\dots 1,0,\dots 0\}}
Здесь в выражении в скобках единица стоит на {\displaystyle s}-м месте, остальные координаты равны нулю.
Легко можно записать и координаты бивекторов {\displaystyle \sigma _{ij}^{(ps)}}, воспользовавшись формулами (33):
{\displaystyle (39)\sigma _{ij}^{(ps)}={\begin{cases}1,&i=p,\,j=s\\-1,&i=s,\,j=p\\0,&{\mbox{for any other }}i,j\end{cases}}}
Из (39) и (36) находим ненулевые компоненты тензора Римана:
{\displaystyle (40)\qquad R_{ijij}=-R_{ijji}=k^{(i)}k^{(j)},\qquad i\neq j}
Далее, поскольку в выбранной системе координат метрический тензор равен единичной матрице, находим тензор Риччи и скалярную кривизну:
{\displaystyle (41)\qquad R_{ij}=\sum _{s}R_{isjs}=0,\qquad {\mbox{if }}i\neq j}
{\displaystyle (41a)\qquad R_{ii}=\sum _{j\neq i}R_{ijij}=k^{(i)}\sum _{j\neq i}k^{(j)}}
{\displaystyle (42)\qquad R=\sum _{i,j \over i\neq j}k^{(i)}k^{(j)}=2\sum _{i<j}k^{(i)}k^{(j)}}

## Отражение в единичную гиперсферуSn{\displaystyle \mathbb {S} ^{n}}
Для каждой точки гиперповерхности {\displaystyle \mathbf {r} =\mathbf {r} (u^{1},u^{2},\dots u^{n})} имеем единичный вектор нормали {\displaystyle \mathbf {n} =\mathbf {n} (u^{1},u^{2},\dots u^{n})} (Формула 3), который мы отложим от начала декартовой системы координат в евклидовом {\displaystyle (n+1)}-мерном пространстве. Конец этого вектора (точка) лежит на гиперсфере единичного радиуса. Рассмотрим, каким может быть на этой гиперсфере образ всей гиперповерхности.
Если гиперповерхность плоская, то её образом будет лишь одна точка на гиперсфере. Образом цилиндра или конуса будет линия на гиперсфере (круг — для кругового цилиндра или конуса). В более общем случае это будет некоторая область на гиперсфере, которая может, в частности, покрывать и всю гиперсферу, даже и неоднократно. Так что для замкнутого многообразия мы имеем некоторую целочисленную характеристику — сколько раз его образ покрывает единичную гиперсферу. Очевидно, что при малых деформациях многообразия эта характеристика не меняется и является топологическим инвариантом гиперповерхности.
Для выведения интегральной формулы для вычисления этого инварианта нужна формула для преобразования объемов при отражении в единичную гиперсферу {\displaystyle \mathbb {S} ^{n}}.
Сначала рассмотрим маленький отрезок на многообразии, который мы представим вектором {\displaystyle d\mathbf {r} =\mathbf {r} _{i}du^{i}}. Его образом на гиперсфере будет отрезок:
{\displaystyle (43)\qquad d\mathbf {n} =\mathbf {n} _{i}du^{i}=-(b_{i}^{j}du^{i})\mathbf {r} _{j}}
Теперь мы можем рассмотреть параллелепипед, построенный на {\displaystyle n} векторах:
{\displaystyle (44)\qquad (d\mathbf {r} )^{(1)}=\mathbf {r} _{1}du^{1},\;(d\mathbf {r} )^{(2)}=\mathbf {r} _{2}du^{2},\;\dots \;(d\mathbf {r} )^{(n)}=\mathbf {r} _{n}du^{n}}
Объем этого параллелепипеда будет величиной мультивектора, составленного из следующих векторов:
{\displaystyle (45)\qquad d{\boldsymbol {\tau }}^{(\mathbf {r} )}=(\mathbf {r} _{1}\wedge \mathbf {r} _{2}\wedge \cdots \wedge \mathbf {r} _{n})du^{1}du^{2}\cdots du^{n}}
Образами векторов (44) на гиперсфере {\displaystyle \mathbb {S} ^{n}} будут такие векторы:
{\displaystyle (46)\qquad {\begin{matrix}(d\mathbf {n} )^{(1)}=\mathbf {n} _{1}du^{1}=(-\sum _{i_{1}}b_{1}^{i_{1}}\mathbf {r} _{i_{1}})du^{1}\\(d\mathbf {n} )^{(2)}=\mathbf {n} _{2}du^{2}=(-\sum _{i_{2}}b_{2}^{i_{2}}\mathbf {r} _{i_{2}})du^{2}\\\cdots \\(d\mathbf {n} )^{(n)}=\mathbf {n} _{n}du^{n}=(-\sum _{i_{n}}b_{n}^{i_{n}}\mathbf {r} _{i_{n}})du^{n}\end{matrix}}}
Из этих образов мы также составляем мультивектор:
{\displaystyle (47)\qquad d{\boldsymbol {\tau }}^{(\mathbf {n} )}=(\mathbf {n} _{1}\wedge \mathbf {n} _{2}\wedge \cdots \wedge \mathbf {n} _{n})du^{1}du^{2}\cdots du^{n}=(-1)^{n}\det(b_{j}^{i})\,d{\boldsymbol {\tau }}^{(\mathbf {r} )}}
Из формулы (47) видно, что образ мультивектора пропорционален оригиналу с коэффициентом пропорциональности, который мы обозначим так:
{\displaystyle (48)\qquad K^{[n]}=(-1)^{n}\det(b_{j}^{i})=(-k^{(1)})(-k^{(2)})\cdots (-k^{(n)})}
и назовем его кривизной Гаусса {\displaystyle n}-й степени. Этот коэффициент с точностью до знака равен произведению главных кривизн гиперповерхности.
Свойства произведения главных кривизн двумерной гиперповерхности впервые изучил немецкий математик Карл Фридрих Гаусс в 1827 году.

## Интеграл Гаусса
Рассмотрим замкнутую гиперповерхность {\displaystyle M} (подобную сфере, тору и т. д.), и проинтегрируем кривизну Гаусса по всей гиперповерхности (это и является интегралом Гаусса):
{\displaystyle (49)\qquad I=\int _{M}K^{[n]}d\tau ^{(\mathbf {r} )}}
Подынтегральное выражение вследствие (47) равно элементу объема единичной гиперсферы {\displaystyle \mathbb {S} ^{n}}, взятому со знаком «плюс» или «минус» в зависимости от знака кривизны Гаусса. Образ на гиперсфере может иметь складки, когда одна и та же точка гиперсферы покрывается со знаком «плюс» для одной точки многообразия, и со знаком «минус» для некоторой другой точки многообразия. В этом случае соответствующие вклады в интеграл (49) компенсируются. Но поскольку образ не имеет оборванных краев (для двусторонних гиперповерхностей), то он должен покрывать всю гиперсферу, возможно, несколько раз. Этот факт можно записать в виде следующей формулы:
{\displaystyle (50)\qquad \int _{M}K^{[n]}d\tau ^{(\mathbf {r} )}=N\omega _{n+1}}
где {\displaystyle N} — целое число (для двусторонних гиперповерхностей), которое может быть как положительным, так и отрицательным, а {\displaystyle \omega _{n+1}} — объем единичной гиперсферы:
{\displaystyle (51)\qquad \omega _{n+1}=\omega (\mathbb {S} ^{n})={2\pi ^{n+1 \over 2} \over \Gamma ({n+1 \over 2})}}
Для односторонних гиперповерхностей также справедлива формула (50), но в ней число {\displaystyle N} является полуцелым (поскольку одна и та же точка многообразия имеет два образа — диаметрально противоположные точки на гиперсфере).
Отметим, что не для всех целых и полуцелым чисел {\displaystyle N} существует гладкая замкнутая гиперповерхность, для которой выполняется равенство (50). Например, при размерности гиперповерхности n = 1, то есть кривой на плоскости, число {\displaystyle N} не может быть полуцелым (в кривой, имеющей форму капли, есть хвост, в котором векторы нормали противоположны, но эта точка не является регулярной точкой). Целые числа {\displaystyle N} реализуются кривыми, которые (из-за самопересечений) {\displaystyle N} раз обкручиваются вокруг фиксированной точки плоскости. Формула (50) для кривой {\displaystyle L} запишется так:
{\displaystyle (51)\qquad -\oint _{L}kds=2\pi N}
где {\displaystyle k} — кривизна кривой, взятая со знаком плюс или минус в зависимости от того, за или против часовой стрелки изгибается кривая. Число {\displaystyle N} = 0 реализуется для кривой в форме восьмерки.
Для двухмерной гиперповерхности {\displaystyle S} ({\displaystyle n=2}) в трехмерном пространстве, число {\displaystyle N} равно половине Эйлеровой характеристики:
{\displaystyle (52)\qquad N={1 \over 2}\chi (S)}
а потому может принимать все целые и полуцелые значения, меньшие или равные единице: {\displaystyle N\leq 1}

## Примеры
В двумерном пространстве (плоскости) любая замкнутая кривая представляет собой гиперповерхность